# Велике Довге
Велике До́вге (рос. Большое Долгое) — присілок у складі Юр'янського району Кіровської області, Росія. Входить до складу Підгорцівського сільського поселення.
Населення становить 4 особи (2010, 12 у 2002).
Національний склад станом на 2002 рік — росіяни 100 %.